# القوات المسلحة النمساوية
القوات المسلحة النمساوية هو اسم للجيش جمهورية النمسا.
الفروع الرئيسية هي قيادة القوات البرية (Kommando Landstreitkräfte؛ KdoLaSK)، القيادة الجوية (Kommando Luftstreitkräfte؛ KdoLuSK)، ودعم البعثة (Kommando Einsatzunterstützung؛ KdoEU)، البعثات الدولية (انترناسيونال Kommando Einsätze؛ KdoIE)، القيادة دعم (Kommando Führungsunterstützung؛ KdoFüU) وقيادة القوات الخاصة (Kommando Spezialeinsatzkräfte؛ KdoSEK) [1]
النمسا، بلد غير ساحلي، واليوم لا يوجد لديه سلاح البحرية، في الفترة 1958-2006 إلا أن الجيش النمساوي تعمل سرب من زوارق الدورية البحرية على نهر الدانوب. هذا الواجب قد تعهدت بها Bundespolizei (الشرطة الاتحادية).

## التاريخ
بين عامي 1918 و1921، وكان يسمى النمساوية شبه منتظمة الجيش Volkswehr («الدفاع الشعبي»)، وقاتلوا ضد وحدات الجيش اليوغوسلافي احتلال أجزاء من كارينثيا. وقد كان معروفا باسم "Bundesheer" منذ ذلك الحين، إلا عندما النمسا كانت جزءا من ألمانيا النازية (1938-1945؛ انظر الضم). لم الجيش النمساوي وضع خطة دفاعية ضد ألمانيا في عام 1938 [بحاجة لمصدر]، ولكن السياسة حالت دون تنفيذها.
في عام 1955، أعلنت النمسا حيادها الابديين الحياد وجعل قانون دستوري. وقد تم الغرض الرئيسي العسكرية النمساوية منذ ذلك الحين حماية حياد النمسا.
مع نهاية الحرب الباردة، وقد ساعد الجيش النمساوي بشكل متزايد شرطة الحدود في السيطرة على تدفق المهاجرين غير الشرعيين عبر الحدود النمساوية. أسفرت الحرب في البلقان المجاورة في رفع القيود المفروضة على مجموعة من الأسلحة في الجيش النمساوي التي فرضت بموجب معاهدة دولية عام 1955.

## بعثة
المهام الرئيسية الدستورية العسكرية النمساوية اليوم هي:-
- لحماية المؤسسات المنشأة بموجب الدستور والحريات الديمقراطية للسكان.
- للحفاظ على النظام والأمن داخل البلاد.
- تقديم المساعدة في حالة الكوارث الطبيعية والكوارث من حجم استثنائي.

## تنظيم

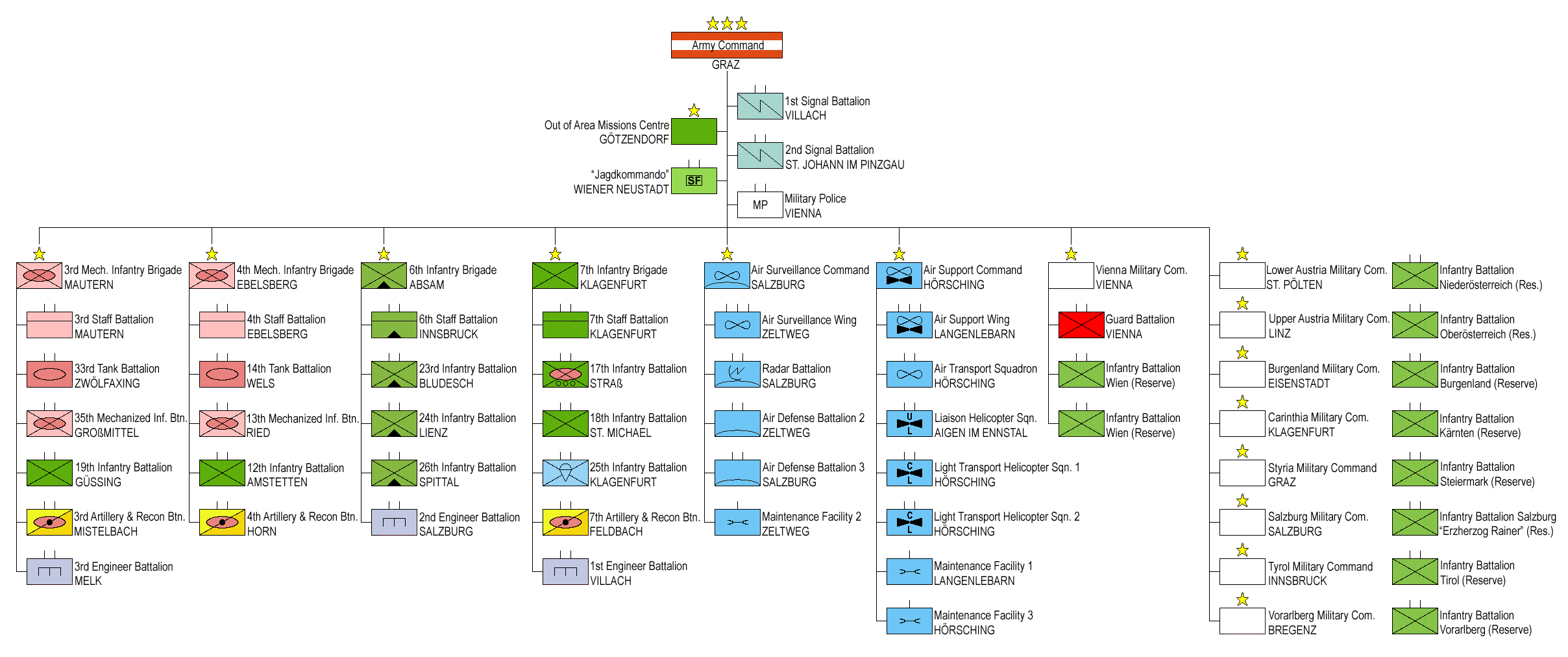
هيكل الجيش النمساوي.

بموجب الدستور، فإن الرئيس هو القائد الاسمي في الأعلى للقوات المسلحة. في الواقع، والمستشارة لديه سلطة تنفيذية، تمارس من خلال وزير للدفاع الوطني. المستشار يرأس أيضا مجلس الدفاع الوطني، على النحو الذي أعضائه نائب رئيس ووزير للدفاع الوطني، وهو المعين من هذا الوزير والمفتش العام للقوات التابعة للقوات المسلحة، وممثل في البرلمان. وزير للدفاع الوطني، التي تعمل بالتعاون مع وزير الداخلية، وينسق عمل اللجان الأربع الرئيسية في إطار مجلس الدفاع الوطني: لجنة الدفاع العسكري؛ لجنة الدفاع المدني، واللجنة الاقتصادية وزير الدفاع، لجنة الدفاع والنفسية. المفتش العام للقوات بدور مستشار عسكري بارز لوزير الدفاع الوطني، ويساعد الوزير في ممارسة سلطته، ورئيسا لهيئة الأركان العامة، هي المسؤولة عن التخطيط. ومع ذلك، فإن قائد الجيش يمارس الرقابة التشغيلية المباشرة للBundesheer في كل وقت السلم ووقت الحرب.
المادة 79 من الدستور، بصيغته المعدلة في عام 1985، تنص على أن الجيش هو المكلف الدفاع العسكري في البلاد. ما دامت السلطة قانونيا المدني تطلب تعاونها، واتهم الجيش مع مزيد من حماية المؤسسات الدستورية وقدرتها على الفعل، فضلا عن الحريات الديمقراطية للسكان، والمحافظة على النظام والأمن في الداخل، وتقديم المساعدات في حالات الكوارث والحوادث المؤسفة من نطاق غير عادي. في إدارة القوات المسلحة، تنظم وزارة الدفاع الوطني إلى أربعة أقسام رئيسية والمفتشية العامة: القسم الأول يتناول المسائل القانونية والتشريعية؛ القسم الثاني يعالج مسائل التوظيف والموظفين، بما في ذلك الانضباط والمظالم؛ تشعر القسم الثالث مع البلدان المساهمة بقوات الأمر، والمدارس، وغيرها من المرافق، ويضم أيضا الإدارات G - 1 من خلال G - 5، وكذلك إدارة مستقلة للعمليات الجوية، ويتناول الفرع الرابع مع الشراء والتوريد، ومسائل التموين والأسلحة والذخائر و (انظر الشكل. 12).
المفتشية العامة للقوات هو فرع مستقل من وزارة مسؤولة عن تنسيق وتنفيذ مهام القوات المسلحة. وهو يشمل دائرة الأركان العامة، وهو القسم الملحق، ومجموعات التخطيط والتفتيش.
القوات المسلحة تتألف فقط من الجيش، الذي يعتبر القوة الجوية جزءا أساسيا. اعتبارا من عام 1993، كان مجموع نشاطا مكملا للقوات المسلحة 52000، منهم 20000 إلى 30000 من المجندين كانوا يتدربون من ستة إلى ثمانية أشهر. وكان الجيش 46000 فردا في الخدمة الفعلية (بما في ذلك 19500 مجند المقدرة)، والقوة الجوية وكان 6000 فردا (2400 المجندين) [2]

### الجيش

#### الهيكل السابق
تحت منطقة إستراتيجية الدفاع، والتي حددت بنية الجيش التنظيمية حتى عام 1993، انقسم الجيش إلى ثلاثة عناصر رئيسية هي: قوة دائمة التنبيه (Bereitschaftstruppe) من الوحدات النشطة، بما في ذلك تقسيم الهواء، وميليشيا المحمول (الجوال Landwehr)، نظمت كما أن نشر ثمانية ألوية مؤللة الاحتياط إلى مناطق الخطر الرئيسية في حالة تعبئة، وميليشيا ثابتة (Raumgebundene Landwehr) من 26 أفواج مشاة من قوات الاحتياط للدفاع عن المنظمة الإقليمية. تم جلب كل من الميليشيات النقالة والثابتة لتصل إلى ميليشيا القوة إلا في أوقات التعبئة أو خلال فترات التدريب المخصص للتجديد، وعادة ثلاثة أسابيع في يونيو حزيران. وأجري تدريب المجندين من قبل 28 التدريب والمعدات قابضة أفواج (Landwehrstammregimenten). على التعبئة، وهذه الأفواج حل، مع كوادرهم تكليف لقيادة وحدات الاحتياط أو استبدال شكل أفواج وكتائب.
على مستوى الجيش ومقر، والحرس، وخاصة كتائب القوات وكتيبة مدفعية قوة الكوادر. واثنين من مقر الفيلق، واحدة في الشرق وواحد في غراتس في الغرب في سالزبورغ، على الأمر، وتعبئة وحدات تنظيم المقاطعات في مناطقها. وشملت كل بسلاح المدفعية المضادة للدبابات، المضادة للطائرات، وكتيبة هندسة وكتيبة اللوجستية، وكلها على أساس كادر.
يشرف كل من الأوامر العسكرية nine المقاطعات أنشطة التدريب والصيانة والتدريب وأفواج المعدات القابضة. على التعبئة، وهذه الأوامر nine تحويله إلى مقر الفرقة قيادة الميليشيا المتنقلة، والميليشيات ثابتة، والوحدات المستقلة الأخرى.
وكانت الوحدات النشطة فقط تتوفر على الفور في حالة الطوارئ تلك القوة التنبيه يقف بعض الجنود الوظيفي 15000 تكملها ثمانية أشهر المجندين. نظمت قوة كشعبة ميكانيكية تتألف من ثلاثة ألوية مشاة مدرعة. وتتألف كل فرقة من كتيبة دبابات واحدة، وكتيبة مشاة آلية وكتيبة مدفعية selfpropelled. اثنان من كتائب عز الدين القسام قد المضادة للدبابات كتائب مجهزة ذاتية الأسلحة. وكان مقر الفرقة في بادن بالقرب من فيينا، واستندت الألوية الثلاثة في مواقع متفرقة، وأيضا في الشمال الشرقي من البلاد.

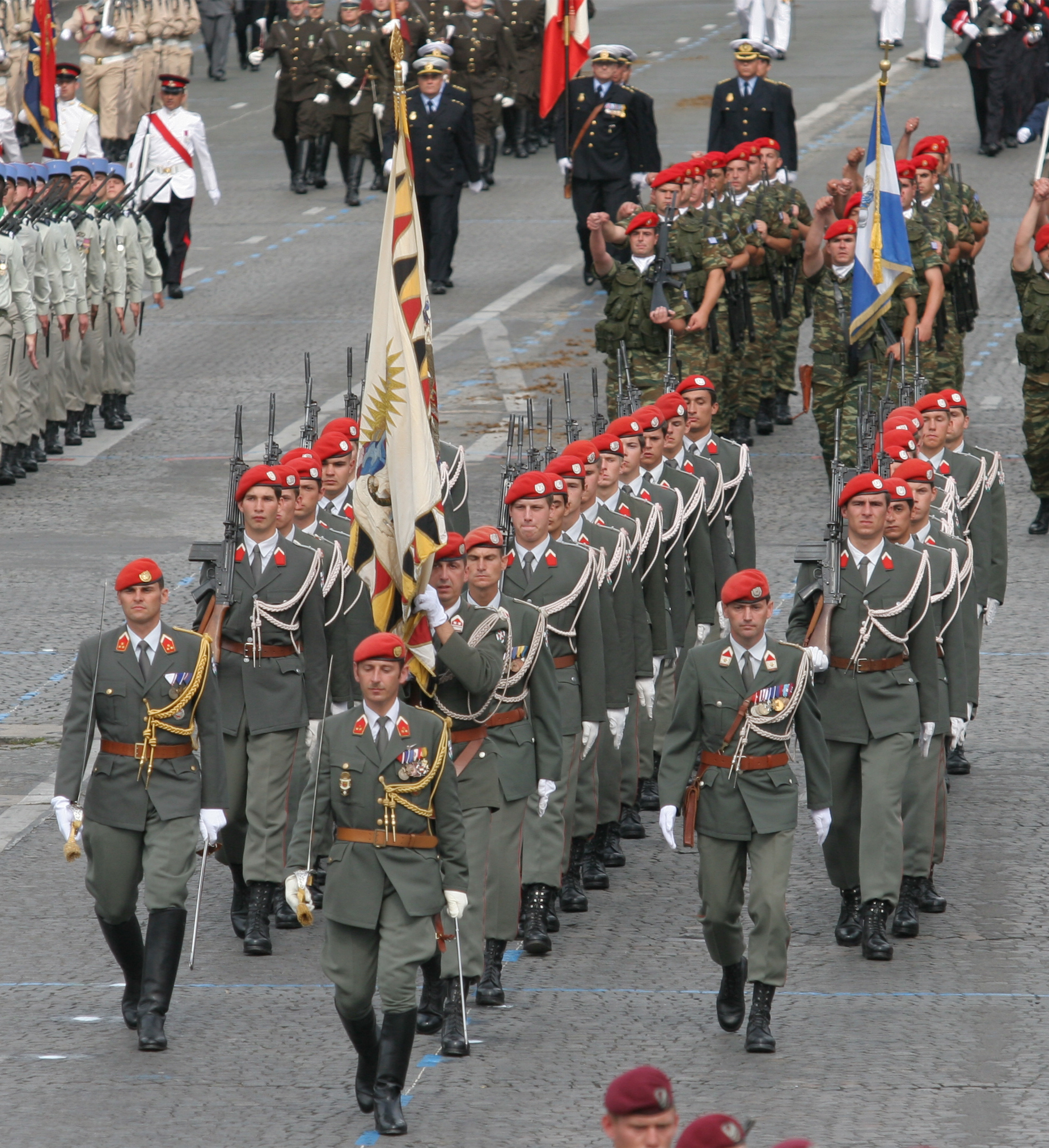
الشركات النمساوية الحرس أثناء العرض يوم الباستيل.

### هيكل جديد
الهيكل الجديد للجيش، خطة إعادة التنظيم التي أعلن عنها في أواخر عام 1991، ومن المقرر أن يكون في مكان في وقت ما في عام 1995 محل السابقتين، مع السلك هيكل واحد من ثلاثة أعضاء السلك. ويقع المقر الرئيسي لهيئة جديدة في بادن، مع المسؤولية عن المحافظتين الشمالية الشرقية من النمسا السفلى والنمسا العليا. سيتم القضاء على الجيش المقر، وكذلك بنية الشعب لواء تقف الثلاثة. ثلاثة فيالق في الواقع، الأوامر، وسوف تكون تابعة مباشرة الإقليمية للمفتش العام للقوات. سيتم وضع ثلاثة الوية مشاة ميكانيكية مباشرة تحت الثالث الجديد في بادن، على الرغم من لواء مستقبل واحد يمكن ان تسند إلى كل من السلك الثلاث. وسيتم خفض الميليشيا المتنقلة 8-6 ألوية ميكانيكية. سيكون كل من الأوامر مقاطعات التسع واحد على الأقل من ميليشيا فوج 2-6 كتائب فضلا عن شركات الدفاع المحلية.
مجموع الموظفين على حد سواء قوة دائمة وقوات الاحتياطي، هو أن يتم التعاقد ماديا في إطار الخطة الجديدة. وحشد الجيش بالكامل الانخفاض في القوة من 200000 إلى 120000. وسيتم خفض قوة دائمة تنبيه من 15,000 إلى 10,000. الوقت هو رد فعل يمكن اختصارها بشكل جذري بحيث يمكن نشرها أن جزءا من قوة التنبيه دائمة في غضون ساعات إلى منطقة الأزمة (على سبيل المثال، واحدة بالقرب من الحدود مع سلوفينيا). وسيتم الحفاظ على قوة عمل جاهزة للنشر الفوري من جانب واحد من ألوية مؤللة على أساس التناوب. وسيتم تفكيك ميليشيا منفصلة شركات التدريب التي يتم تعيين جميع المجندين، في المستقبل، وسيخضع المجندون التدريب الأساسي داخل شركات التعبئة الخاصة بهم. يمكن أن المجندين في المراحل النهائية من استكمال تدريبهم قوات يقف تستعد حاليا لنشر التنفيذية في وقت قصير. [3]

### شؤون الموظفين، والتجنيد والتدريب، والمحميات
حتى كانت ملزمة 1971 ذكور النمساوية لخدمة تسعة أشهر في القوات المسلحة، وتليها أربعة أيام من الخدمة الفعلية كل سنتين من أجل التدريب والتفتيش. في عام 1971 تم تخفيض مدة الخدمة الأولية لستة أشهر، تليها ما مجموعه ستين يوما من التدريب التجديدي في الاحتياطيات. في 1990s في وقت مبكر، أكملت حوالي 45000 المجندين تدريبهم العسكري الأولي سنويا، و80000 من جنود الاحتياط وشارك في بعض التدريبات شكل من كل عام.
ثم خفض قوة تعبئة الجيش إلى 120,000 في إطار خطة الجيش الهيكل الجديد هو أن يتحقق في جزء منه عن طريق الحد من التدريب الأولي للمجندين إلى ستة أشهر، من خلال تقليل الفترة المخصصة للتدريب تنشيطي من عشرين سنة إلى عشر سنوات. كل الاحتياط هو لتلقي التدريب على مدى اثني عشر يوما كل سنة الثانية خلال سنواته العشر الأولى من خدمة الاحتياط، وعموما لا تتجاوز في الوقت الذي تصل له منتصف الثلاثينات. لتقليل الحاجة للمجندين يتوافق مع أدنى مجموعة من الشبان بسبب انخفاض معدل المواليد. توفر القائمة من حوالي 40000 متدرب سنويا مناسبا اعتبارا من عام 1993 ومن المتوقع أن ينخفض إلى 30000 بالكاد بحلول عام 2000 وإلى 26000 بحلول عام 2015.
ويمكن اختيار المجندين لخدمة سبعة أشهر بدلا من ستة والتزاما أقصر الاحتياطي. قد تكون بعض بواجبها الكامل من ثمانية أشهر في وقت واحد وليس لديهم التزامات الاحتياطي، ولكن هذا قد يحدث فقط في تقدير الجيش. بموجب قانون 1974، يمكن تعيين المستنكفين عمل كعمال المزارع، والمساعدين الطبيين، أو مهن أخرى بدلا من الخدمة العسكرية. وتمنح الإعفاءات في متحررا من الخدمة عام 1992، كانت معفاة حوالي 12,000 شخص، زيادة كبيرة خلال عام 1991 مجموع 4500. ان الزيادة حدثت بعد القانون الجديد، صالحة فقط لعامي 1992 و1993، لم تعد هناك حاجة لتقديم الشبان اعتراضاتهم إلى الجيش بطريقة ذات مصداقية. سابقا، أن هذا لم يكن الحال كذلك. في عام 1990، على سبيل المثال، رفضت شابين من قبل لجنة الخدمة البديلة على أساس أنها لم تكن موجودة معتقداتهم بطريقة تتسم بالمصداقية وحكم عليه بالسجن ثلاثة أشهر، وشهر واحد، على التوالي.
المجندين عادة بلوغ مرتبة من الدرجة الأولى خاصة من قبل الانتهاء من التدريب الأولي. قد ذوي القدرات القيادية يخدم فترة أطول للحصول على ضابط الصف (ضابط صف) الوضع في الميليشيا. يمكن لتلك التطوع للخدمة المهنية، وبعد ثلاث إلى أربع سنوات، وتطبيق لحضور أكاديمية ضابط صف وضابط صف في وقت لاحق في دورة لتأهيل كبار الضباط كما أمر. والمرشحين على حد سواء العادية ضابط ميليشيا سيخضع لبرنامج لمدة سنة من التدريب الأساسي. بعد ثلاث سنوات أخرى، والمرشحين ضابط العادية حضور أكاديمية عسكرية في فينر نويشتاد والمرشحين ضابط ميليشيا تمر دورية مكثفة لتجديد التدريب وصفها بأنها برتبة ملازم ثان. الاحتياط واجب من المجندين ينتهي عموما في الوقت الذي وصولها منتصف الثلاثينات؛ ضباط الصف والضباط عادة ما ينتهي وضعهم في سن بلوغ في وقت لاحق تبعا لرتبهم والتخصص. من 1990s في وقت مبكر، وكان نحو 1.3 مليون رجل انتهاء خدمتهم الأولية والالتزامات تدريبية تنشيطية وليس لديه مزيد من الالتزام في الخدمة الفعلية.
نظام شؤون الموظفين العسكريين هو جزء لا يتجزأ من نظام الخدمة المدنية الشاملة. صفوف الضباط وتسعة من مرشح ضابط خلال عام تقابل الصفوف من الأول إلى التاسع من نظام الخدمة المدنية. قد تكون مشغولة على أعلى درجة، والتاسع، من قبل رئيس القسم (وكيل)، والسفير الوظيفي، أو جنرال بثلاث نجوم. ويمكن عقد الصف الثامن موقف من قبل الإدارات مستشار وزير الوظيفي، أو عميد. مستويات الرواتب هي نفسها لكل من الموظفين المدنيين والعسكريين في الصفوف ما يعادلها، على الرغم من أن يمكن إضافة البدلات المختلفة، مثل الأجور أو دفع الرحلة الخطرة واجب.
لا يرتكز فقط على تعزيز الجدارة ولكن على تحقيق موقف، ومستوى التعليم، والأقدمية. يمكن ضباط بدرجات متقدمة (التي تدرس في أكاديمية الدفاع الوطني يؤهل) تتوقع تحقيق الصف الثامن قبل بلوغ سن التقاعد من ستين خمسة وستين. يمكن الذين لديهم شهادة البكالوريا نتوقع أن تصل إلى الصف السابع (عقيد)، وتلك الجامعة من دون تدريب سيتقاعد كما قباطنة أو التخصصات. ضباط الصف المهنية تشكل جزءا من هيكل الموظفين شامل نفسه. ومن الشائع لضباط الصف لنقل في مرحلة ما من حياتهم المهنية لوضع المدنيين في الصف ما يعادلها، سواء في وزارة الدفاع الوطني أو في دوائر الشرطة أو السجن بعد مزيد من التدريب.

### الجوية شعبة
ويقع المقر الرئيسي للقوات الجوية في النمسا (Fliegerdivision) في القاعدة الجوية Tulln - Langenlebarn 25 كيلومترا شمال غرب فيينا. القوة الجوية قد ومهامها الدفاع عن المجال الجوي النمساوية، والدعم التكتيكي للقوات البرية النمساوية، والنقل والاستطلاع العسكرية، والبحث والإنقاذ لدعم عند الطلب من قبل السلطات المدنية.
حتى عام 1985، عندما تم تسليم أول 24 Drakens J - 35Ö صعب، وظلت البلاد أساسا من دون القدرة على المنافسة انتهاكات لمجالها الجوي. يتم تسليح Drakens، مجددة بعد أن خدم في القوات الجوية السويدية منذ أوائل 1960s، إلا مع مدفع، وفقا للقيود المفروضة على معاهدة الصواريخ في الدولة لعام 1955. ومع ذلك، وبعد تفسير النمسا المنقحة لالتزاماتها بموجب المعاهدة، وقد اتخذت قرارا في عام 1993 لشراء صواريخ جو جو من طراز سايد. وسيتم شراء الأولى من هذه الصواريخ المستخدمة من القوات الجوية السويدية. وتم شراء نموذج لأداء أعلى من سايد مباشرة من الولايات المتحدة ؛ الولادات بدأت في عام 1995. تم شراؤها الفرنسية ميسترال سطح جو من طراز صواريخ (صواريخ سام) لإضافة أرضية الحماية ضد الهجمات الجوية. وصل أول من الصواريخ الفرنسية في النمسا في عام 1993، وتم التسليم النهائي وخلصت في عام 1996.
ومن المقرر التخلص التدريجي من Drakens أن تبدأ حوالي عام 1995، والدراسات جارية لاختيار بديل له، على الارجح واحدة والتي يمكن تهيئتها للدفاع الجوي على حد سواء وبعثات الدعم الأرضي. بدائل ممكنة لDraken هي الولايات المتحدة من طراز F - 16 وF - 18. بالإضافة إلى اثنين من أسراب Drakens، سلاح الجو و31 مقاتلا صعب 105Oe المتاحة للاستطلاع والدعم الجوي القريب للقوات البرية، ولكن يعملون بانتظام eight Saabs، اقترضت من أسراب القتال، كمدربين تحويل الطائرة. المكتسبة في 1970-1972 بعد الخدمة في سلاح الجو السويدي، وSaabs دون سرعة الصوت هي ذات قيمة محدودة في القيام بدور قتالي. ويشمل أسطول طائرات الهليكوبتر بيل أغستا - (AB) 204s (الإخلاء الطبي في المقام الأول)، AB206s (التدريب والاتصال)، وAB - 212s (التي تستخدمها القوات الجوية المتنقلة للنقل والضوء). Alouettes الفرنسية متاحة للبحث والإنقاذ المهام، بما في ذلك عمليات الجبال العالية. هي التي شنت OH - 58 كيوا بيل، طائرة هليكوبتر الكشفية، مع مدفع رشاش سريع لإطلاق النار، ولكن القوات الجوية تفتقر إلى مروحية هجومية حقيقية. معظم طائرات الهليكوبتر، باستثناء AB - 212s، أصبحت بالية (انظر الجدول 16، المرفق).
أسطول النقل الجوي ونقص خطير، وهذه حقيقة يؤكدها عدم قدرته على دعم القوات المسلحة في عمليات حفظ السلام للامم المتحدة الخاصة والأنشطة الإنسانية. سلاح الجو لديه على Skyvans اثنين من التخلص قصير واثني عشر طائرة بيلاتوس بي سي-6 التي يمكن التعامل مع الشحنات الخفيفة فقط. القوة الجوية بين الأولويات التي لم تتحقق بسبب قيود الميزانية، هو شراء طائرات النقل المتوسطة 3-6.

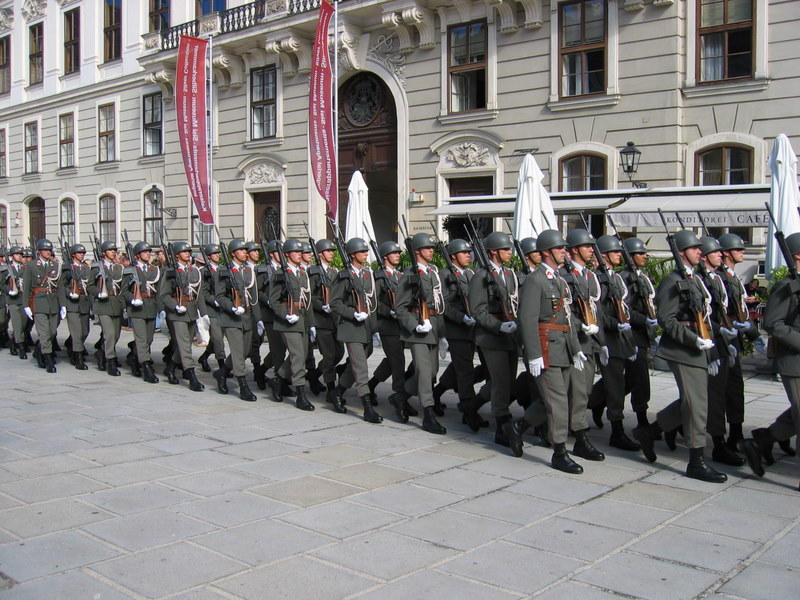
جنود الاحتفال باليوم الوطنى النمساوى 2006.

وتنظم القوات الجوية في تقسيم ثلاثة أفواج طيران واحدة الرادار (الدفاع الجوي) فوج.
كنت في الهواء فوج Tulln - Langenlebarn تتكون من سرب النقل الخفيف زائد واحد جناح طائرة هليكوبتر من AB - 206s وOH - 58S.
الهواء فوج الثاني في غراتس، Thalerhof، Aigen في Ennstal، ويتكون من Zeltweg الجناح الجوي للDrakens اعتراضية وجناح سربين من طائرات الهليكوبتر ألويت.
الهواء فوج الثالث في لينز، Hörsching يتألف الجناح من المقاتلة القاذفة 105Oes صعب وجناح طائرة هليكوبتر من AB204s وAB - 212s.
ويرد كتيبة الدفاع الجوي مجهز المدافع المضادة للطائرات و20mm 35mm ومجموعة متنوعة من أنظمة الرادار على كل فوج الهواء.
وقد تم تجهيز مدرسة الطيران في وسط Zeltweg مع 91D Safirs صعب وصعب 105Oes، في حين نقل الطيارين تدريب على PC7s. يتم إرسال الطيارين النمساويين إلى شمال السويد للتدريب في مجال تشغيل Drakens [5] [5]

## المظهر
الزي الرسمي للخدمة في الجيش النمساوي الزيتون مومس، واللباس الموحد هو رمادي، للمناسبات الرسمية ويمكن ارتداء الزي الأبيض. الزي الرسمي للقوات الجوية مماثلة، مع إضافة أجنحة تلبس على سترة الحق الثدي الذهب للضباط والأفراد المجندين الفضة. ويتم تحديد فروع الخدمة من خلال الألوان القلنسوة : القرمزي للحرس الشرف ؛ الأخضر للمشاة؛ سوداء للدروع؛ الكرز لسلاح الجو، والأزرق الداكن للالتموين. يتم ارتداء شارة رتبة على طية صدر السترة سترة من لباس موحد (نجوم فضية حول الدرع الأخضر أو الذهب) وعلى الكتفيات من زي الميدان (أبيض والفضة أو الذهب النجوم على حقل الزيتون مومس) [6] [7 ]

## رتبة
في صفوف eight النشر، يعتبر مجرد رقيب (Wachtmeister) أو فوق ذلك ضابط صف. هناك نوعان من أمر ضابط الصف، وOffiziersstellvertreter Vizeleutnant. يقام من قبل الطلاب في الأكاديمية العسكرية، وضباط الاحتياط في مجال التدريب للملازم المرتبة الثانية—أدنى رتبة ضابط بتكليف مرشح (Fähnrich). للحفاظ على مستويات تتفق مع الصف في الخدمة المدنية، لا يوجد سوى اثنين صفوف عامة في النظام عميد الموظفين العامة (نجمة واحدة)، والجنرال الملازم (ثلاث نجوم). ومع ذلك، يتم منح الرتب لواء (نجمتين) وعام كامل (أي ما يعادل أربعة نجوم) لعقد ضباط أوامر عسكرية معينة. [8]

## معدات
الجيش النمساوي لديها تشكيلة واسعة من المعدات. في الآونة الأخيرة، أنفقت النمسا مبالغ كبيرة من الأموال وتحديث ترسانتها العسكرية. وقد تم شراء دبابة ليوبارد 2 المعركة الرئيسية، وأولان Pandur مركبات المشاة القتال، C - 130 هيركوليز طائرات النقل، S - 70 فائدة هوك المروحية الأسود، ويوروفايتر تايفون طائرة قتالية متعددة الأغراض، جنبا إلى جنب مع طائرات جديدة لتحل محل تلك المستخدمة غير كافية بعد الانهيار الجليدى Galtür 1999.
- النمسا المعدات الحالية تشمل ما يلي :-

### أسلحة المشاة
- غلوك 17 (بيستول 80) أسلحة شخصية
- إف إن فال (جنيها استرلينيا 58) بندقية الخدمة، وتستخدم فقط من قبل الشركة النمساوية الحرس
- شتاير أغسطس (جنيها استرلينيا 77) بندقية الخدمة
- شتاير SSG 69 بندقية قنص
- MG 74 مدفع رشاش
- إف إن ماج مدفع رشاش (يستخدم فقط في يوبارد 2A4 دبابة، اولان الدبابات وبلاك هوك مروحيات)
- براوننج M2 (üsMG M2) مدفع رشاش ثقيل
- 1 قانون الأسلحة المضادة للدبابات الموجهة (PAL 2000 «بيل»)
- بندقية كارل جوستاف (PAR 66/79)
- L16 81mm مورتر (mGrW 82)
- M12 - 1111 هرتنبرغر الهاون الثقيلة 120mm (GRW 86)

فقط التي تستخدمها القوات الخاصة :
- TMP شتاير مدفع رشاش
- إف إن بي 90 مدفع رشاش
- ريمنجتن 870 بندقية
- شتاير HS 0.50 المضادة للعتاد بندقية
- باريت M95 المضادة للعتاد بندقية

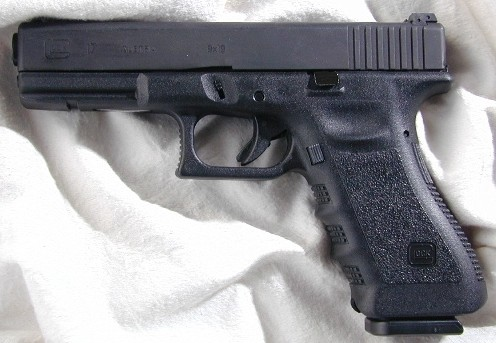
P 80
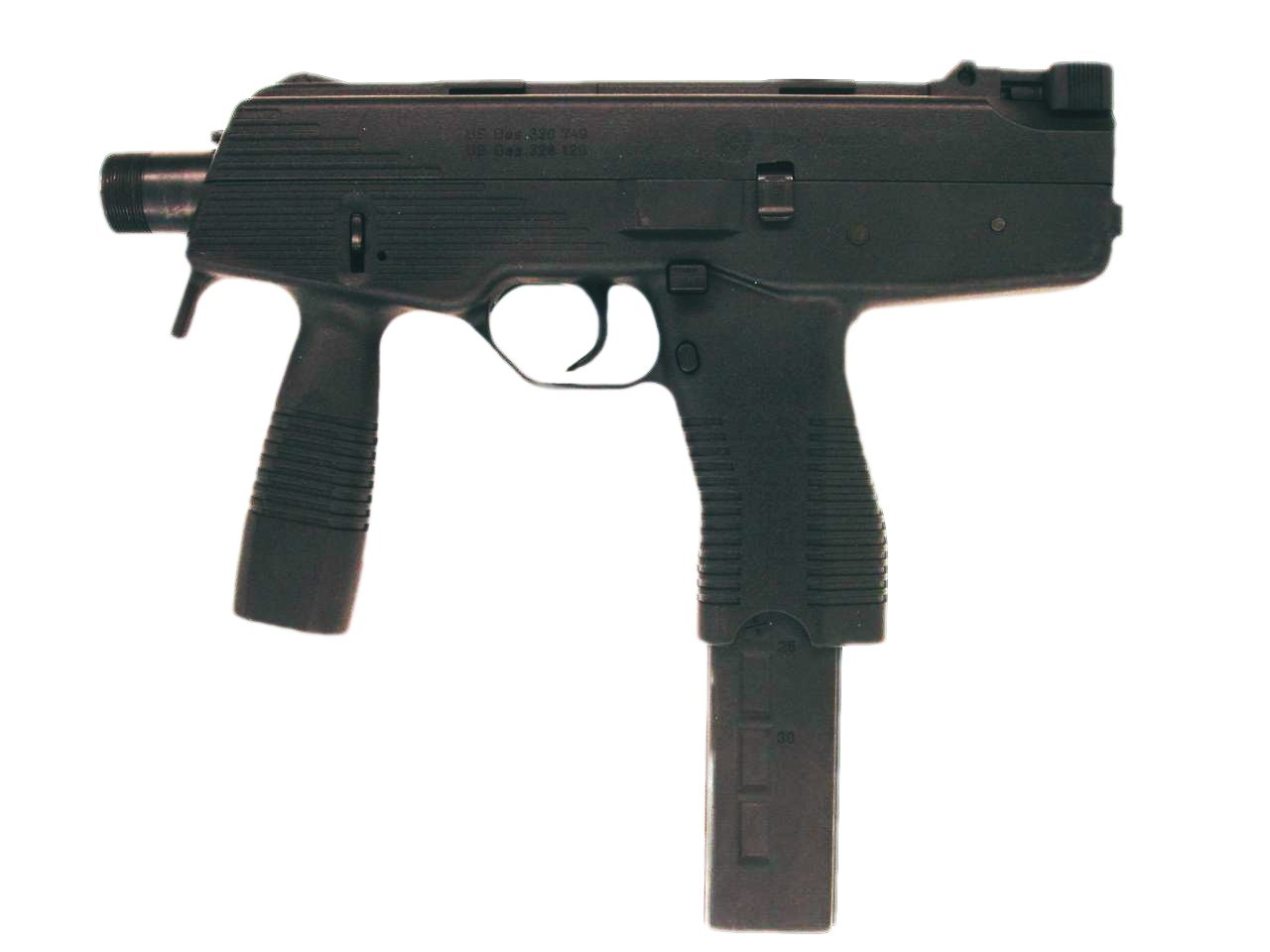
Steyr TMP
Steyr AUG A1
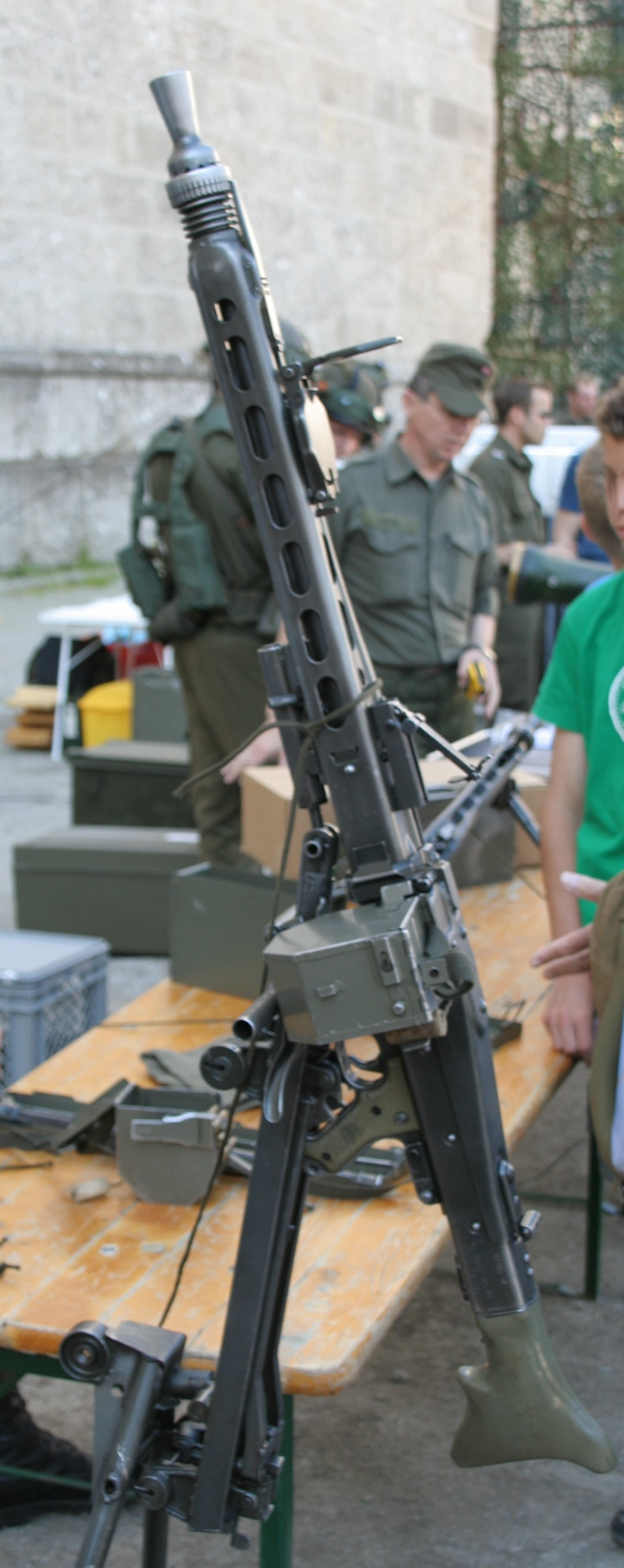
MG 74
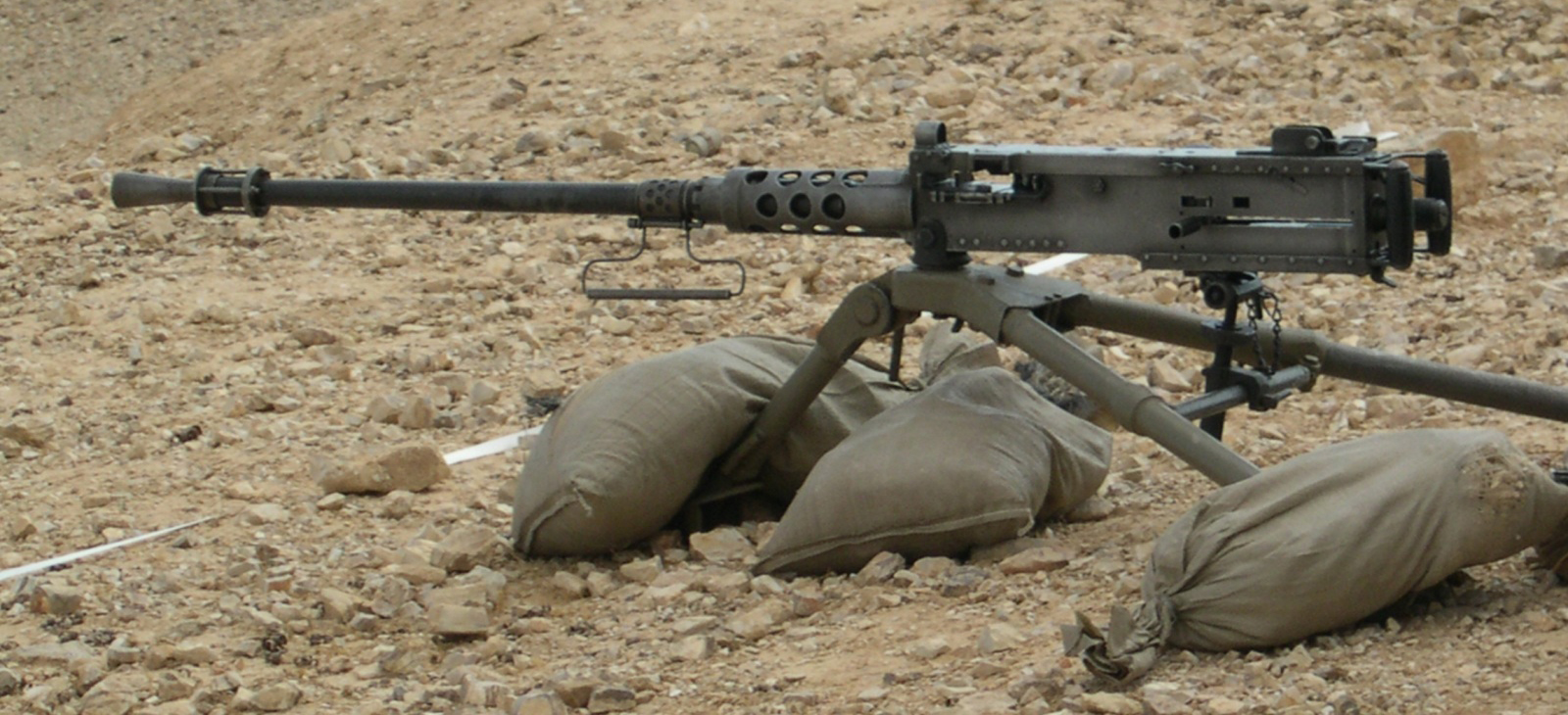
Browning M2 (üsMG M2)
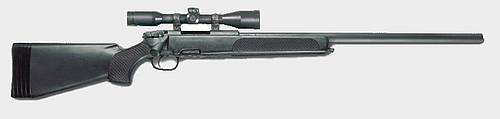
Steyr SSG 69
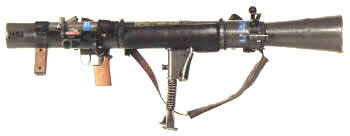
PAR 66/79

### مركبات
- ليوبارد 2 A4 دبابة قتال رئيسية ق -- 114
- SK - 105 Kürassier الدبابة المدمرة ق -- 48 (+71 في التخزين)
- اولان مركبة قتال مشاة ق -- 112
- Schützenpanzer A1 ناقلة جند مدرعة ق -- 261 (+ 106 في التخزين)
- Pandur الأول ناقلات جند مدرعة—71
- الدنغو 2 المركبات المحمية—35
- ايفيكو LMV—150
- Puch G 4X4
- Pinzgauer
- M109 A2/A5Ö مدفعية ذاتية الدفع—80
- M Bergepanzer 88A1 عربة مدرعة الانتعاش
- Bergepanzer استرداد مركبة مدرعة الحزن
- M578 المركبات الخفيفة الاسترداد
- Pionierpanzer مهندس السيارة المصفحة A1
- Bandvagn 206 مجنزرة مفصلية، جميع التضاريس الناقل
- يونيماج—268
- ستير 12M18 شاحنة—1000
- OAF SLKW شاحنة

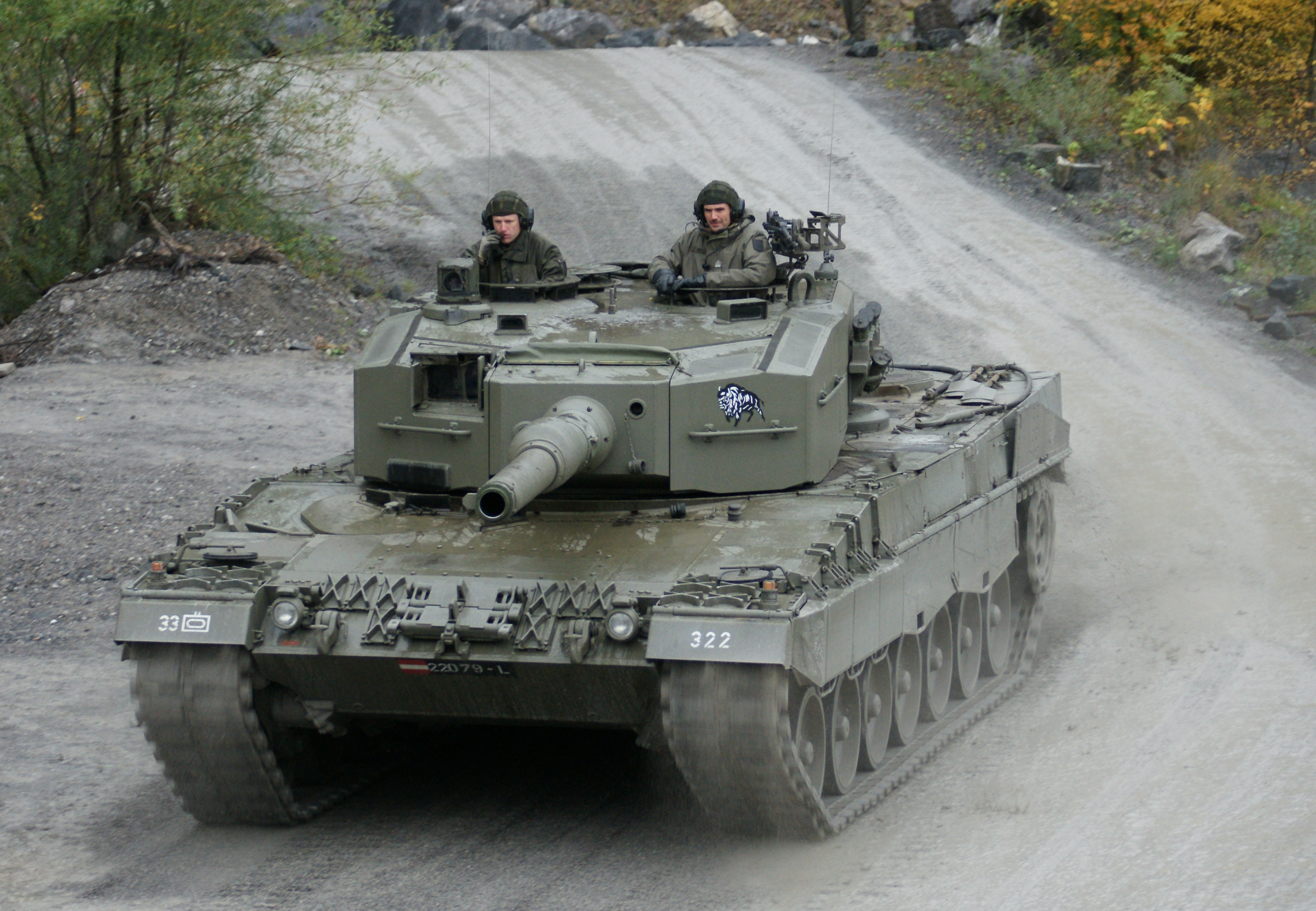
A Leopard 2A4 of the Bundesheer
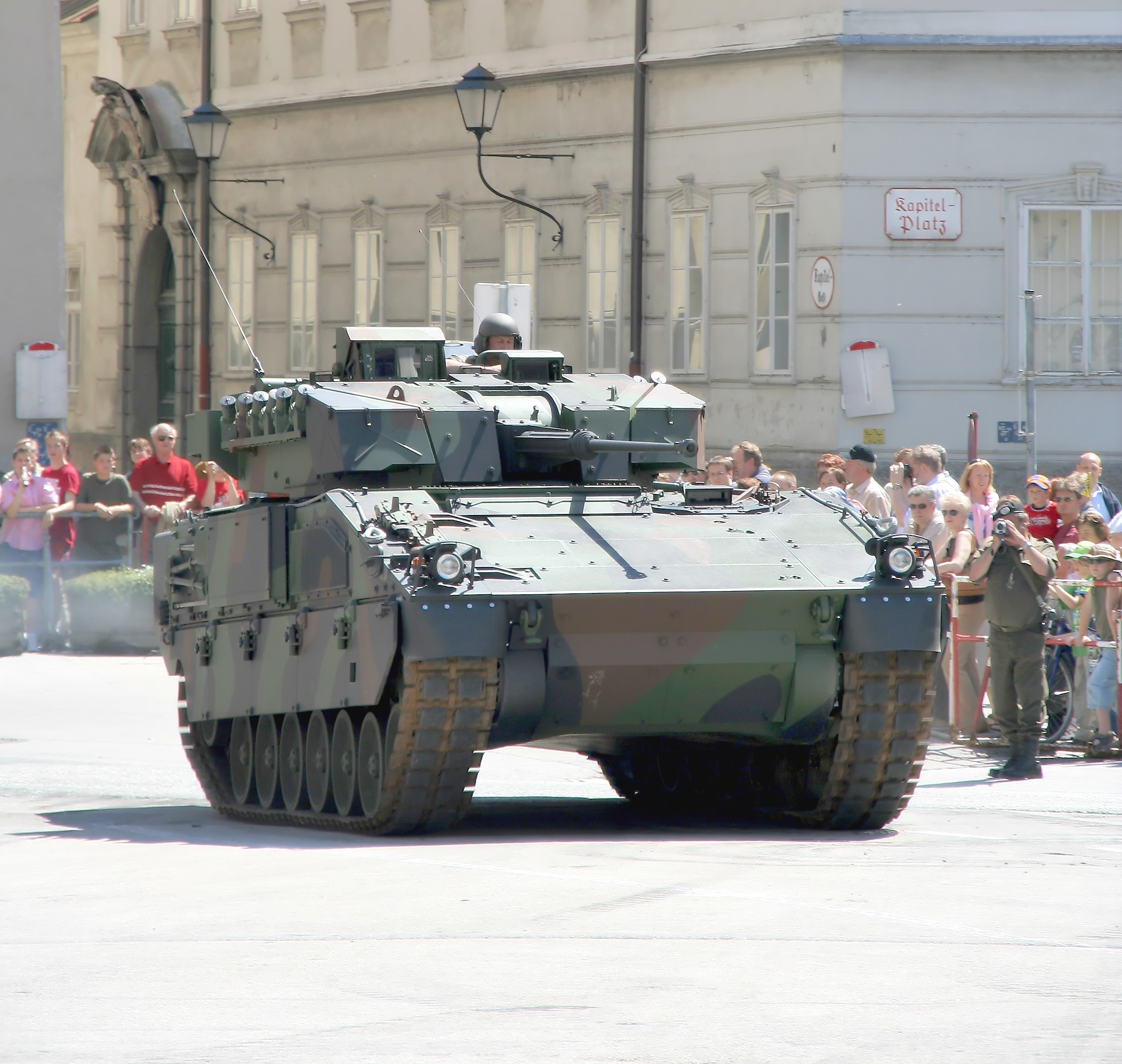
Ulan during the Austrian National Day
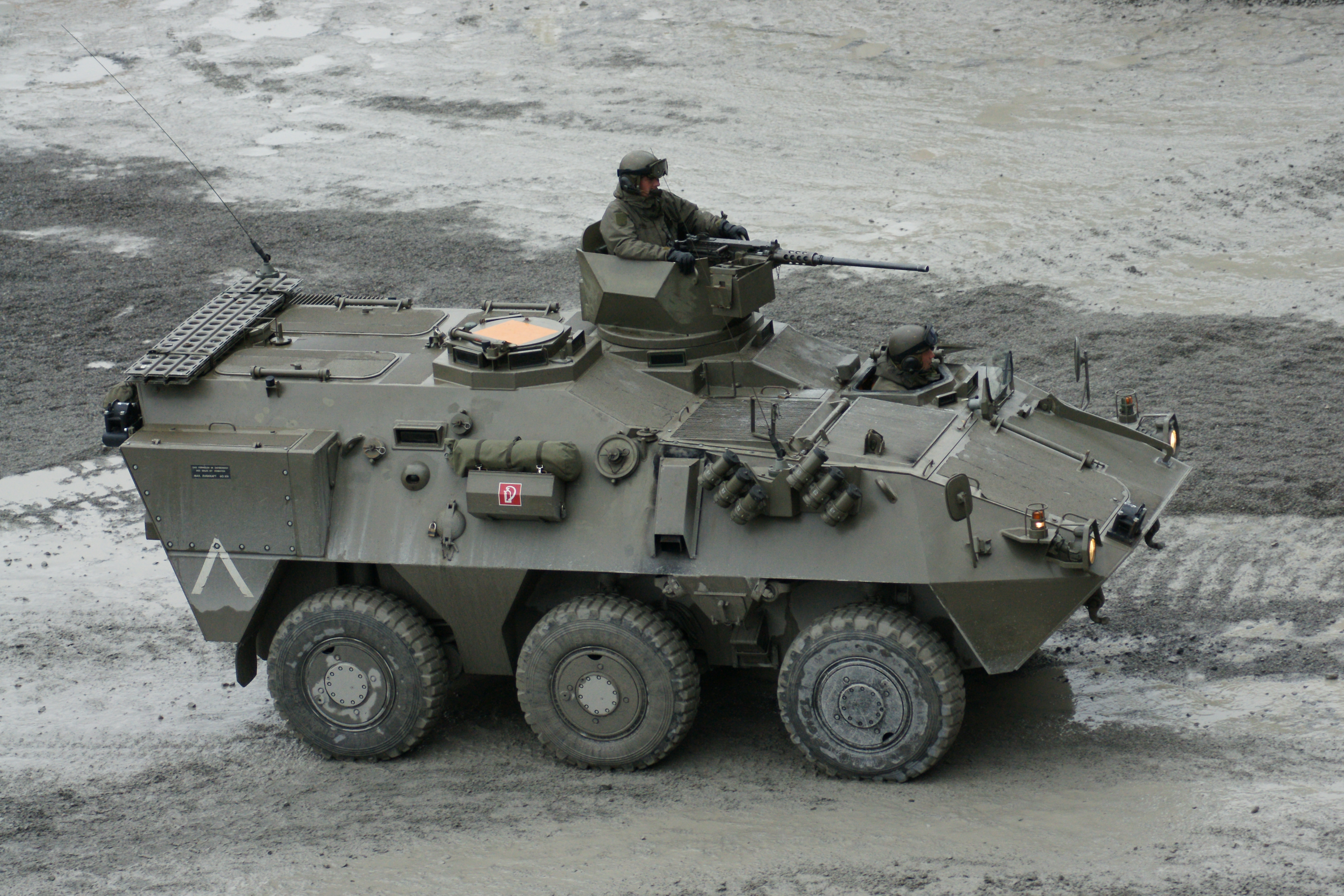
Austrian Pandur I
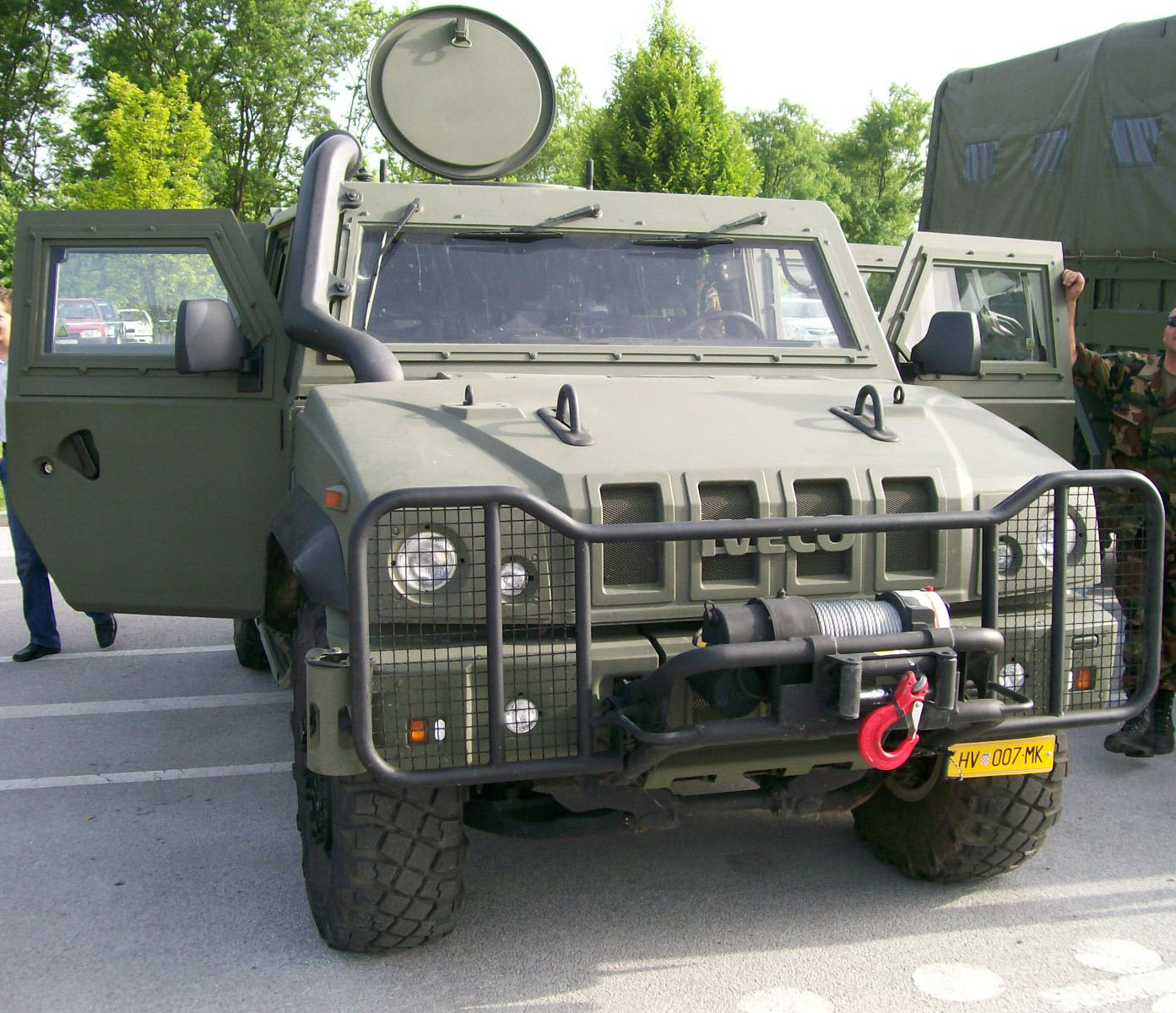
Iveco LMV
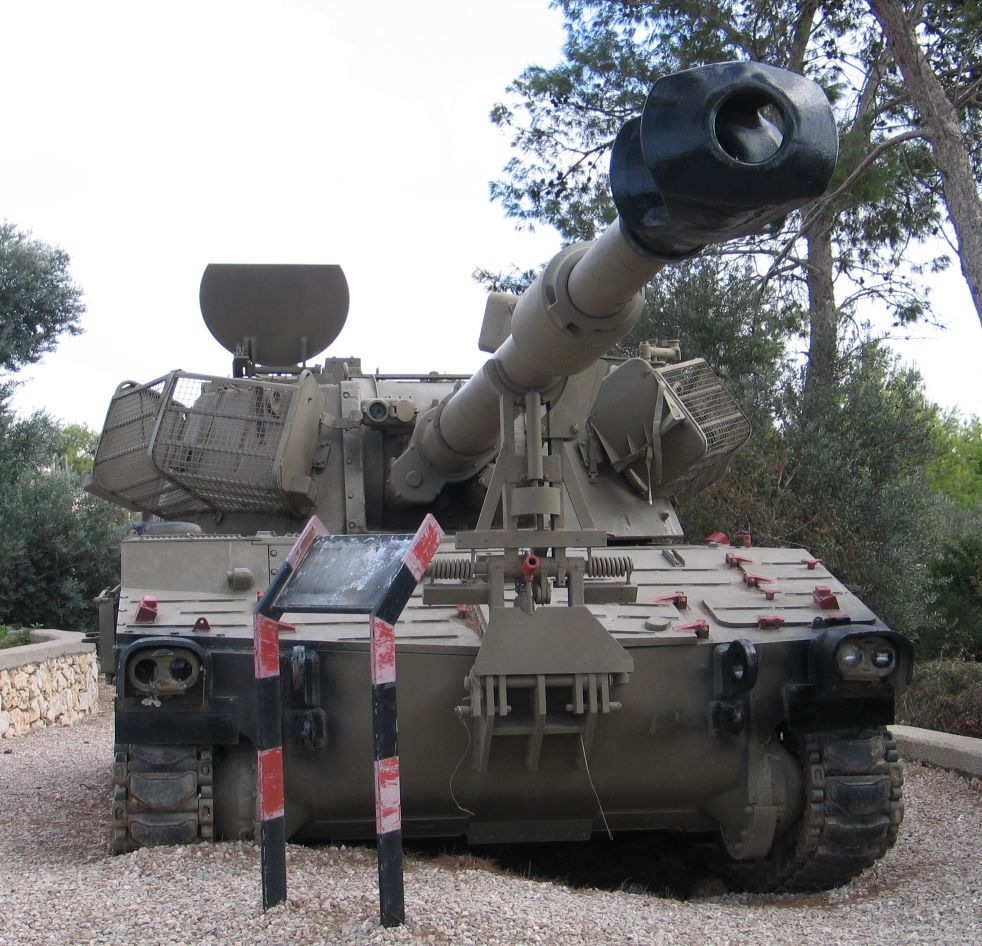
M109 howitzer
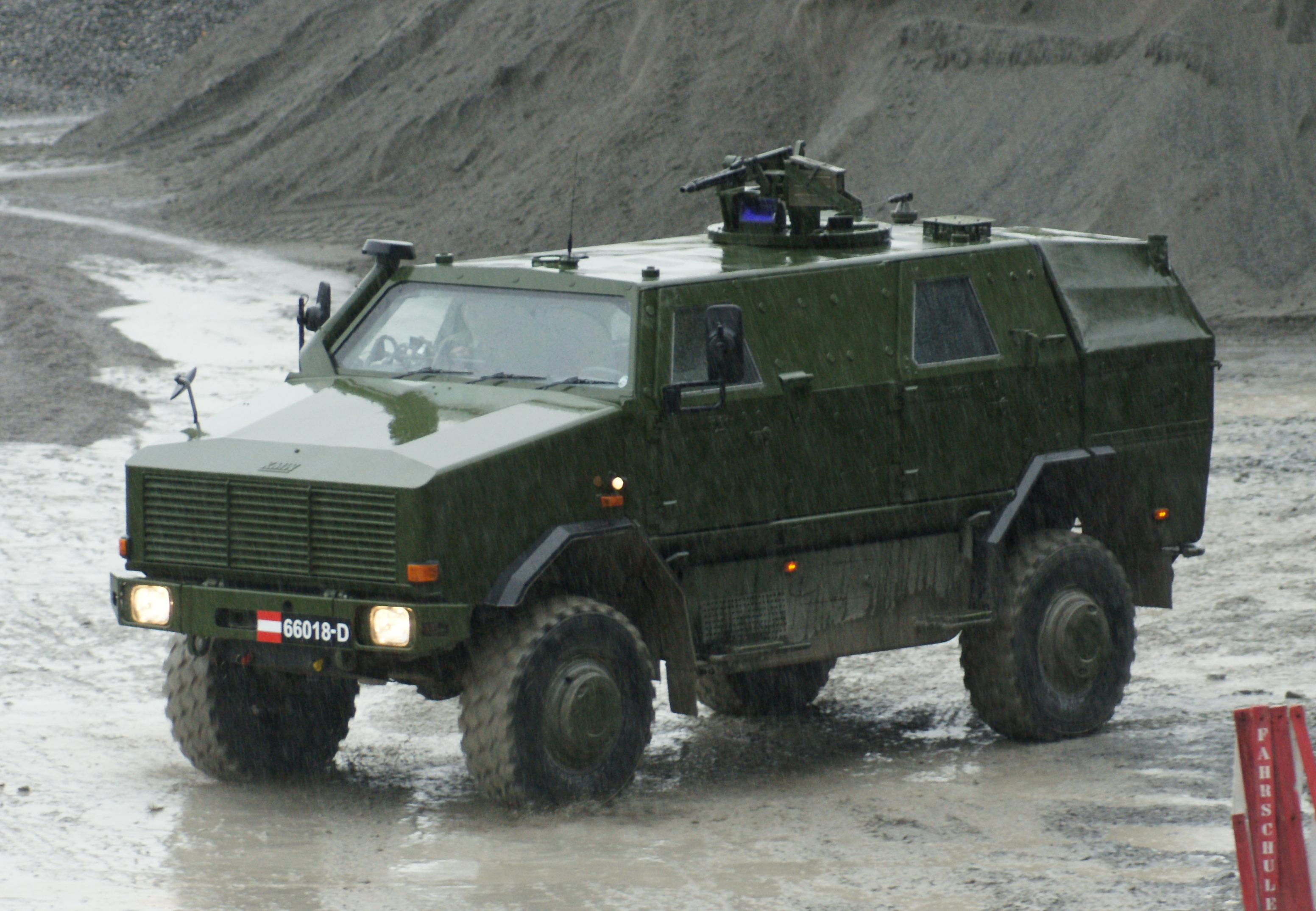
A Dingo 2 of the Austrian Army
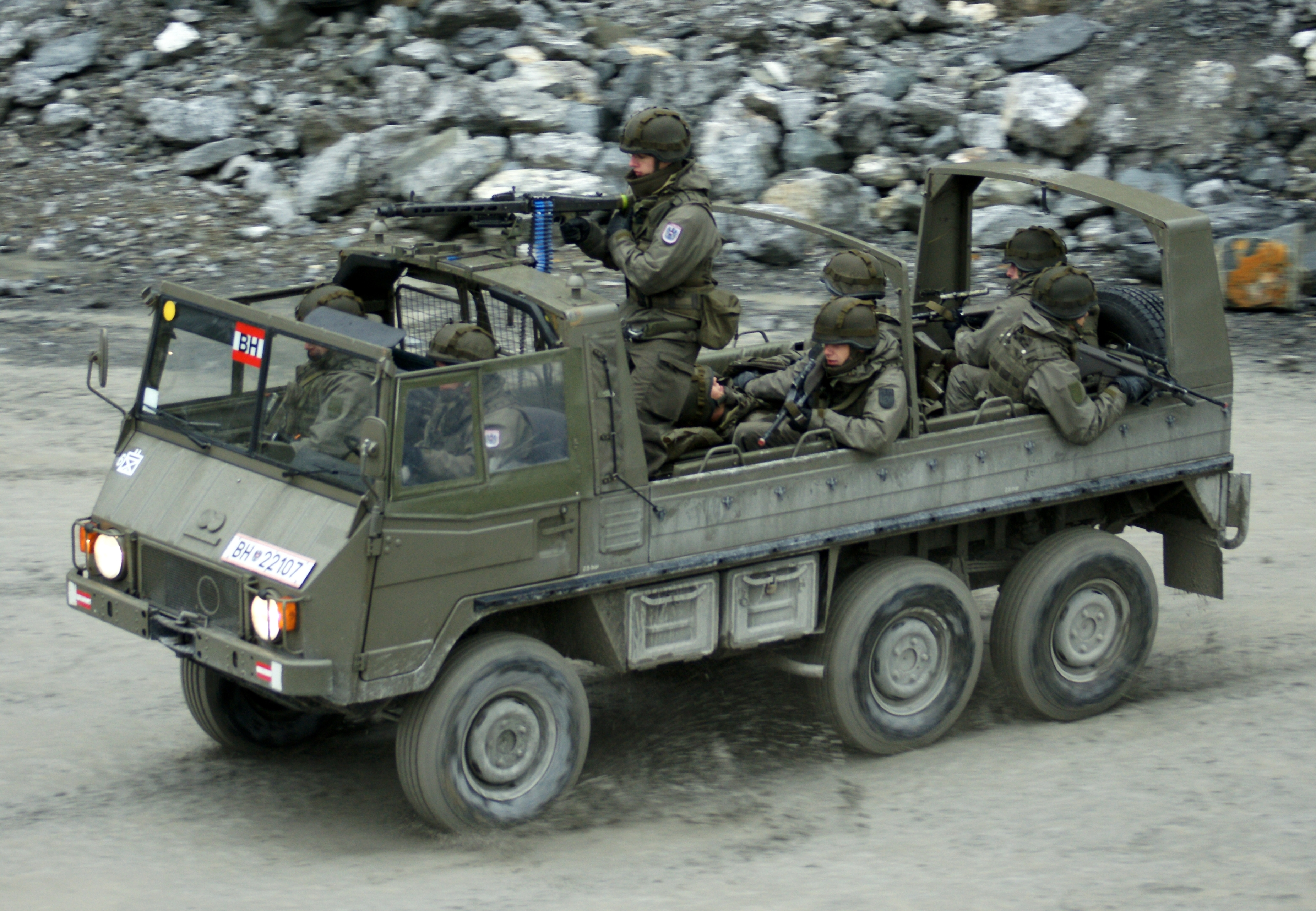
Austrian Pinzgauer during a military exercise
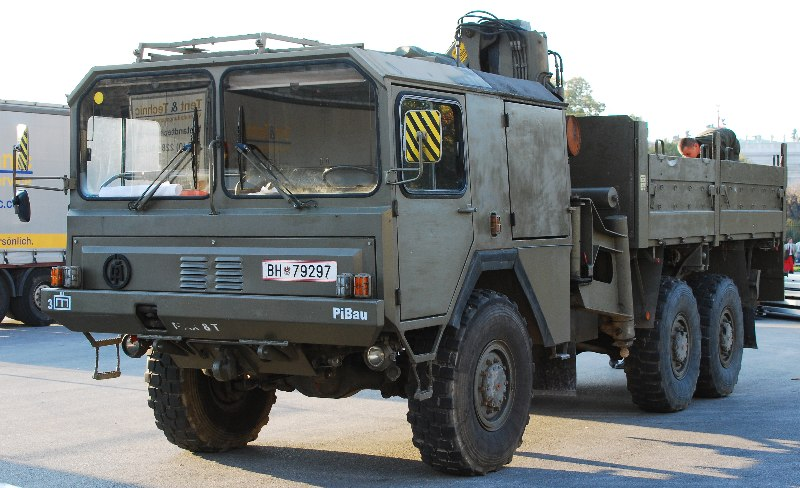
A s-LKW by ÖAF

### أنظمة الدفاع الجوي
- 20 ملم Fliegerabwehrkanone 65/68 (65/68 FLAK)
- Zwillingsflugabwehrkanonen 35 ملم (ZFlAK 85)
- صواريخ ميسترال

### الطائرات
- يوروفايتر تايفون مقاتلة متعددة المهام—15
- لوكهيد سي 130 هيركوليز طائرات النقل—3
- صعب 105 طائرات التدريب—28
- بيلاتوس بي سي-6 بي بورتر طائرات النقل—13
- بيلاتوس بي سي-7 توربو المدرب طائرات التدريب—16
- سيكورسكي UH - 60 بلاك هوك نقل طائرات الهليكوبتر—9
- بيل OH - 58 كيوا مروحيات الاستطلاع—11
- أغستا بيل التوأم هيوي 212 نقل طائرات الهليكوبتر—23
- ألويت طائرات الهليكوبتر—24

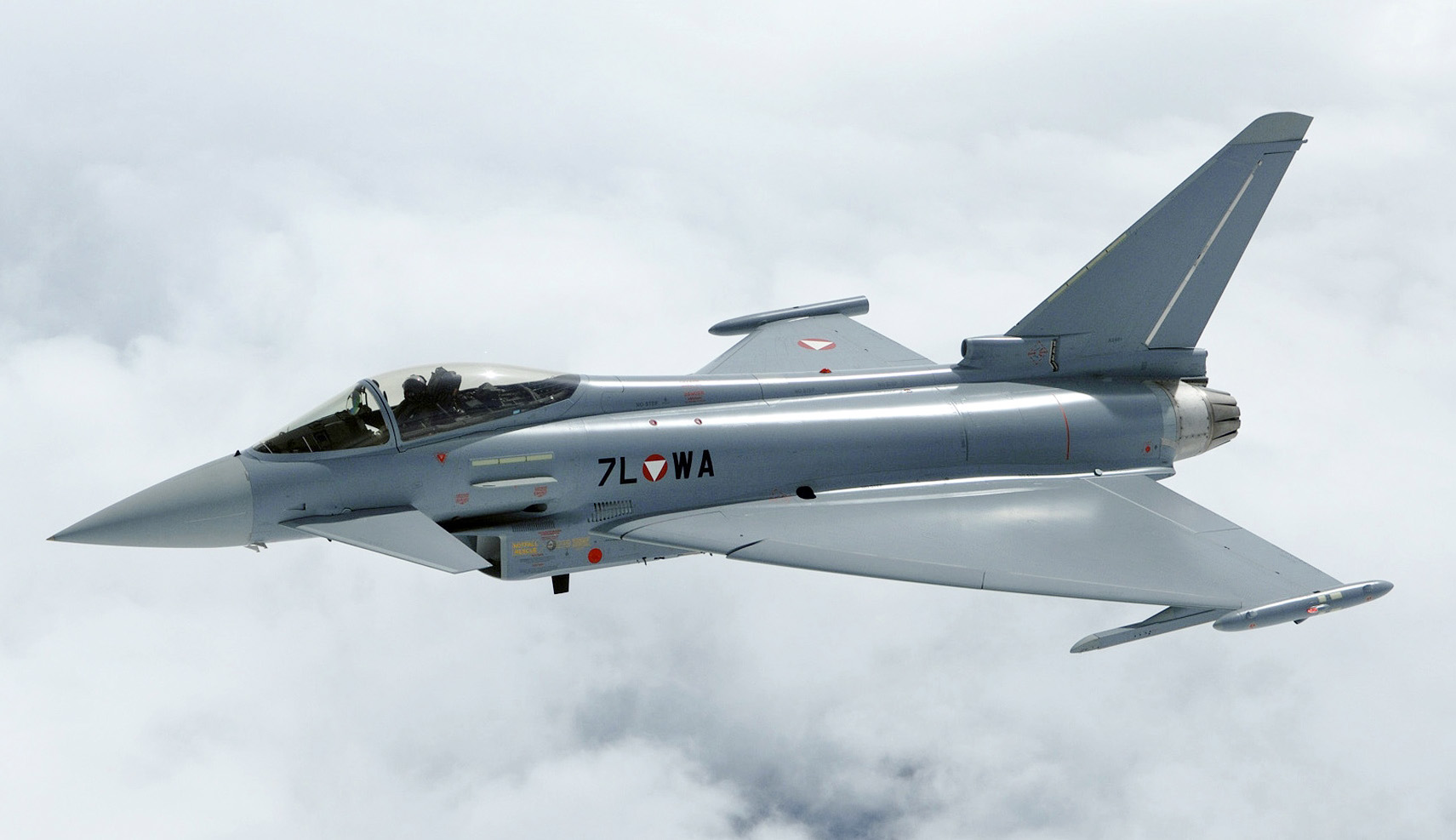
Eurofighter Typhoon
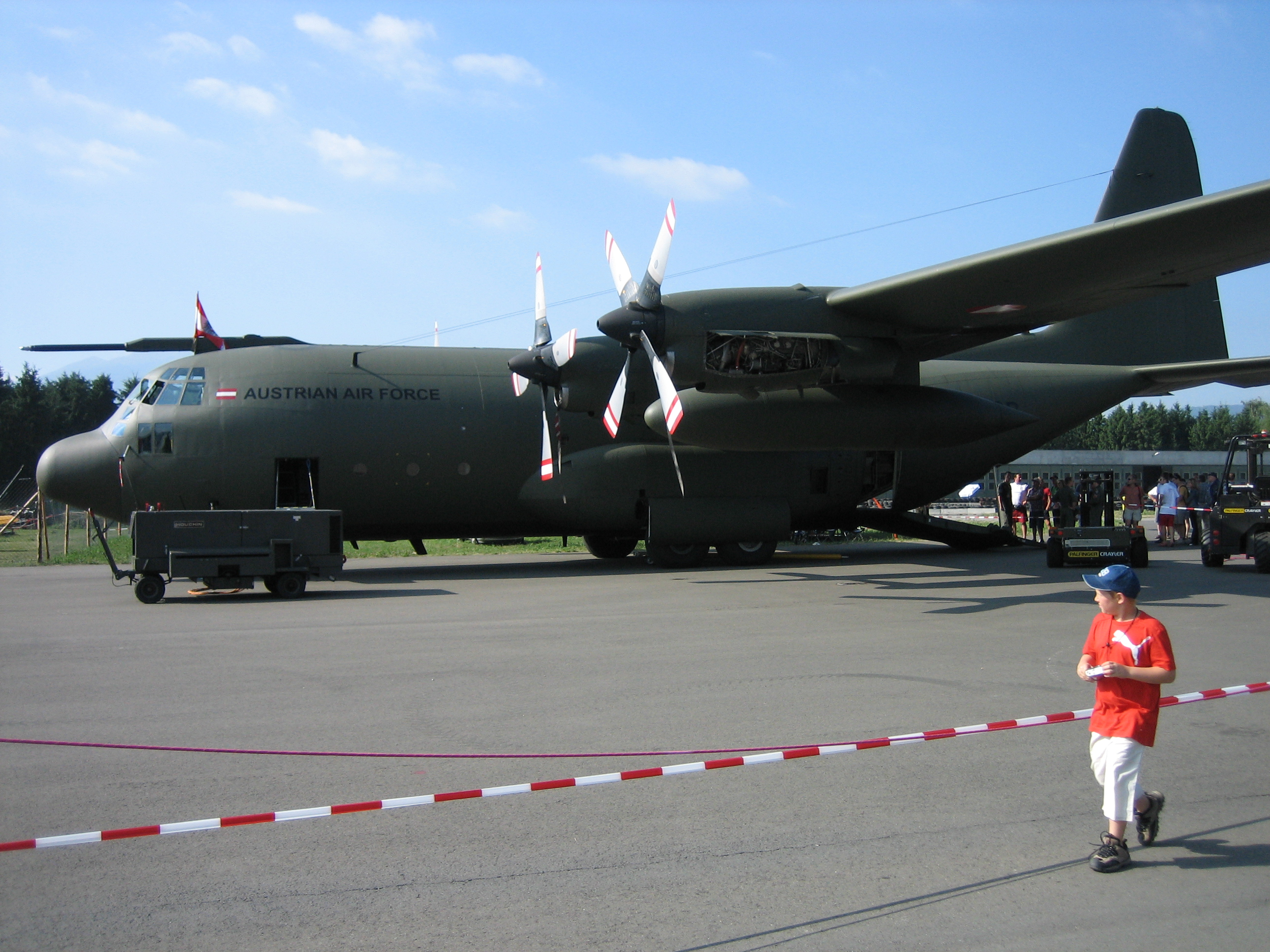
لوكهيد سي-130 هيركوليز '8T-CB' of 'Flight Regiment 3'
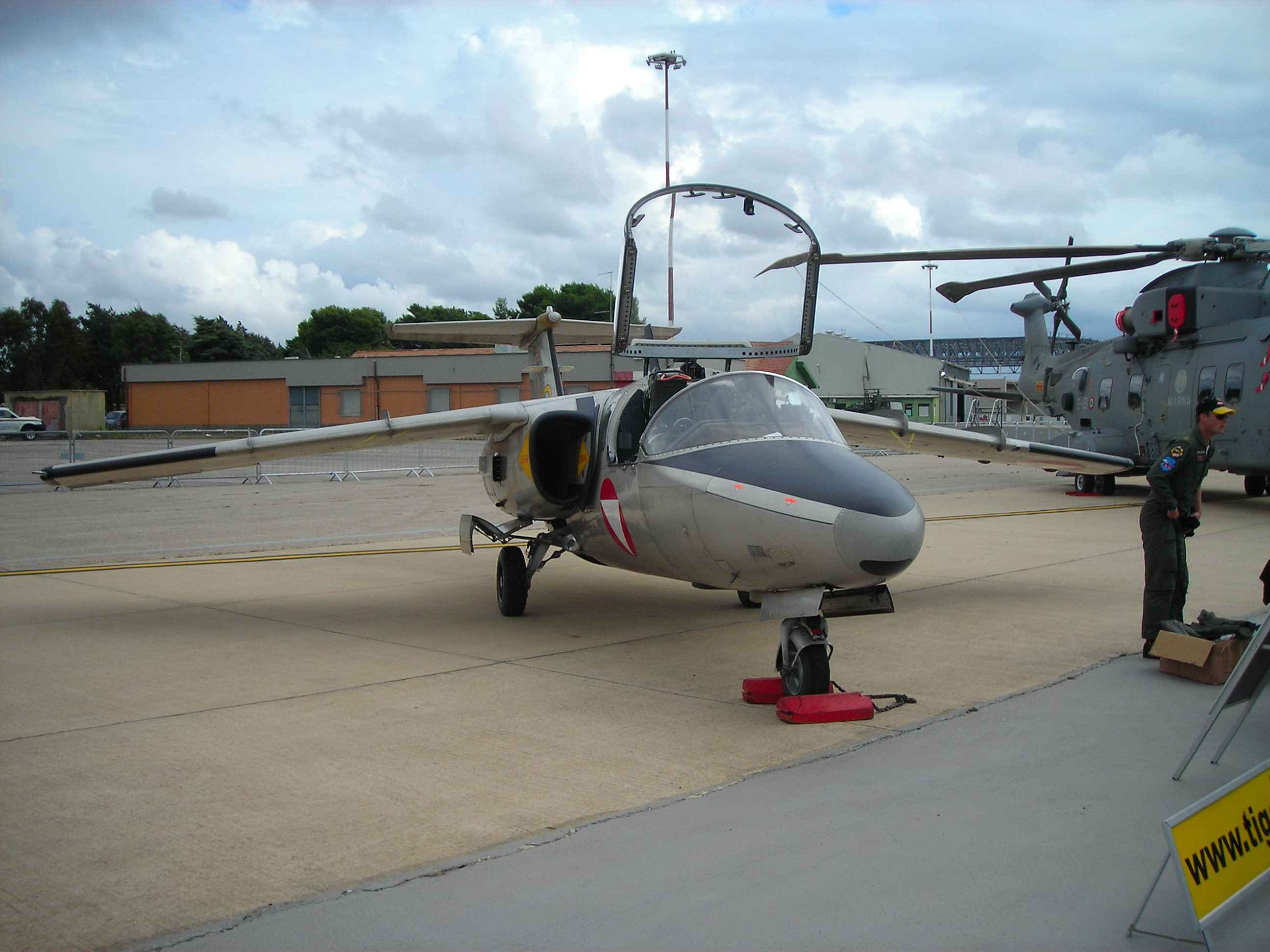
Austrian Saab 105
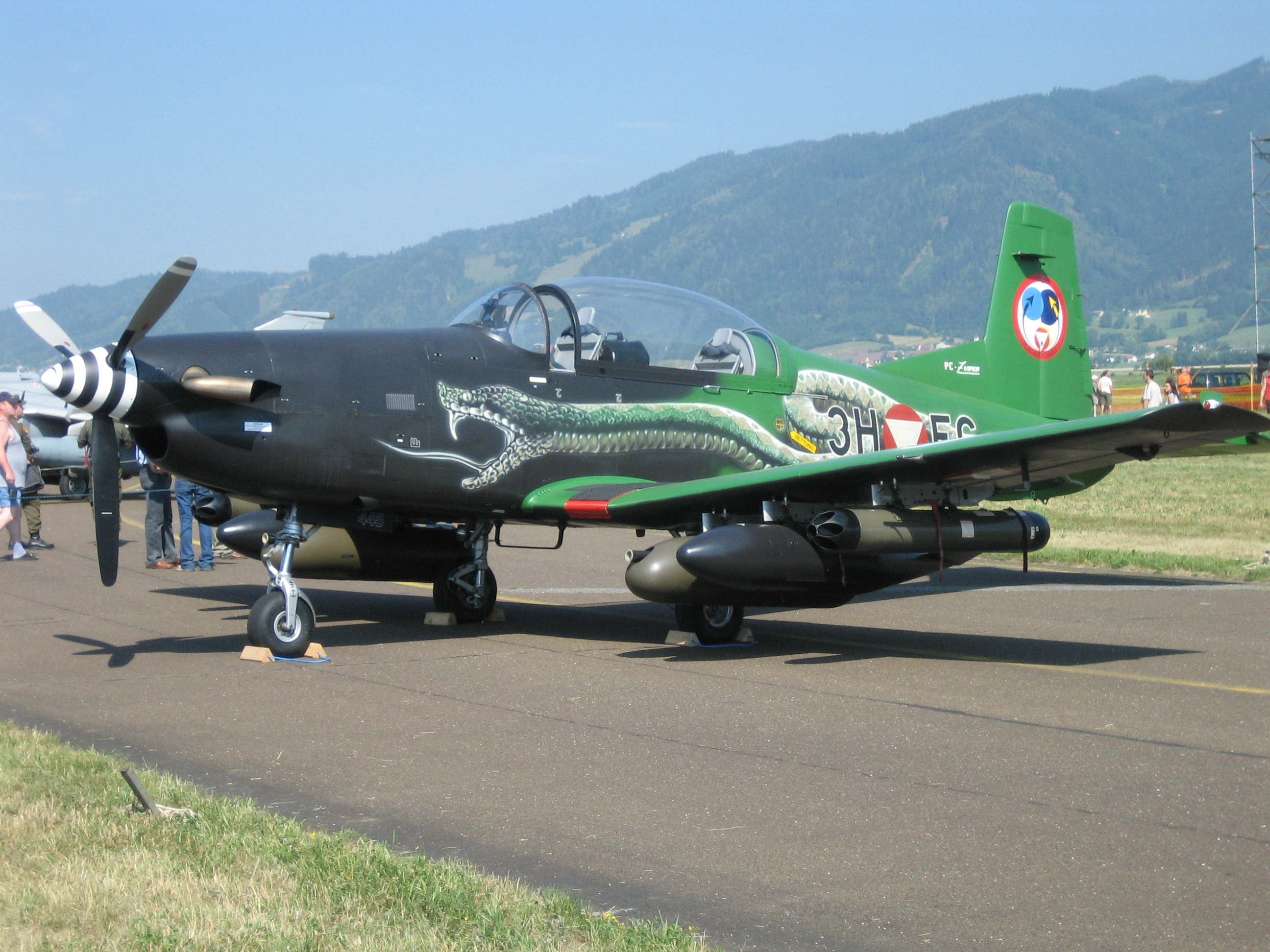
Pilatus PC-7 Turbo Trainer '3H-FG' of the 'Flight School' in 'Viper' livery and COIN-configuration
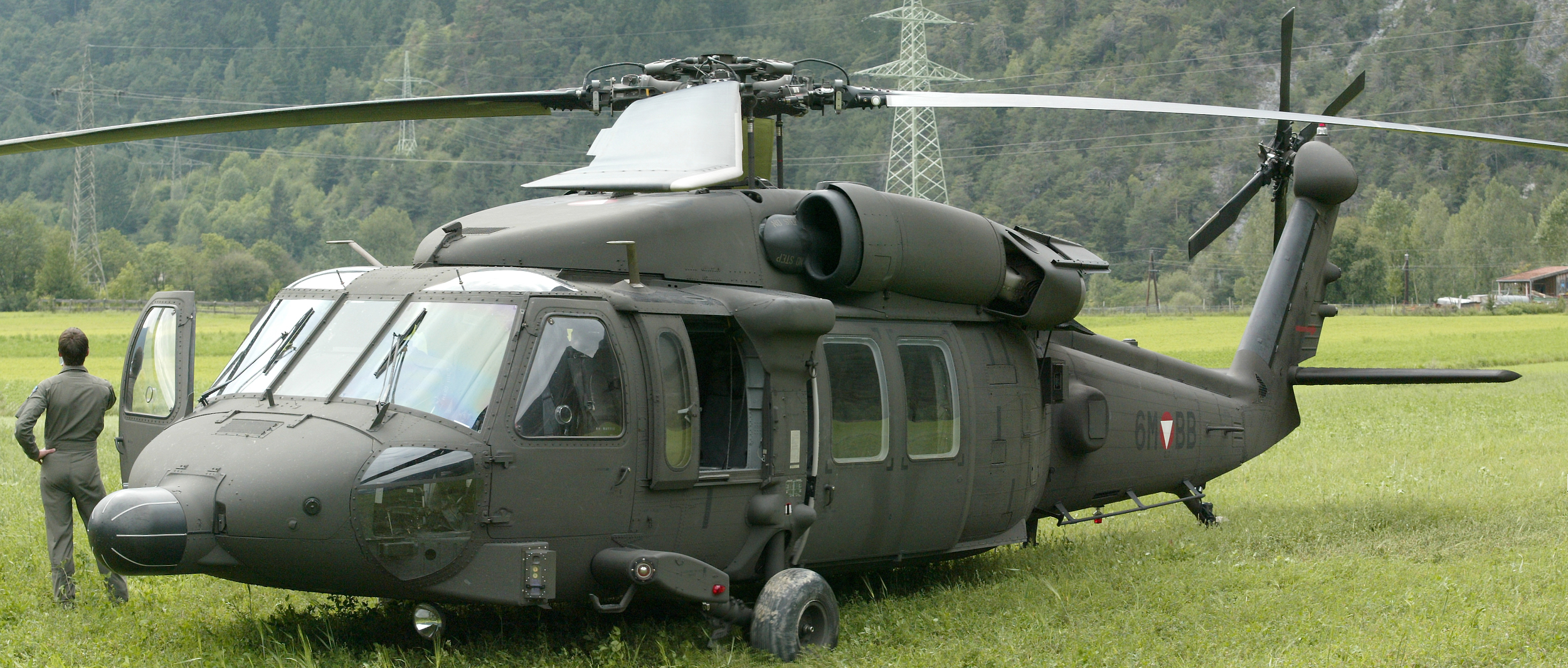
سيكورسكي يو إتش-60 بلاك هوك '6M-BH' of 'Flight Regiment 1'
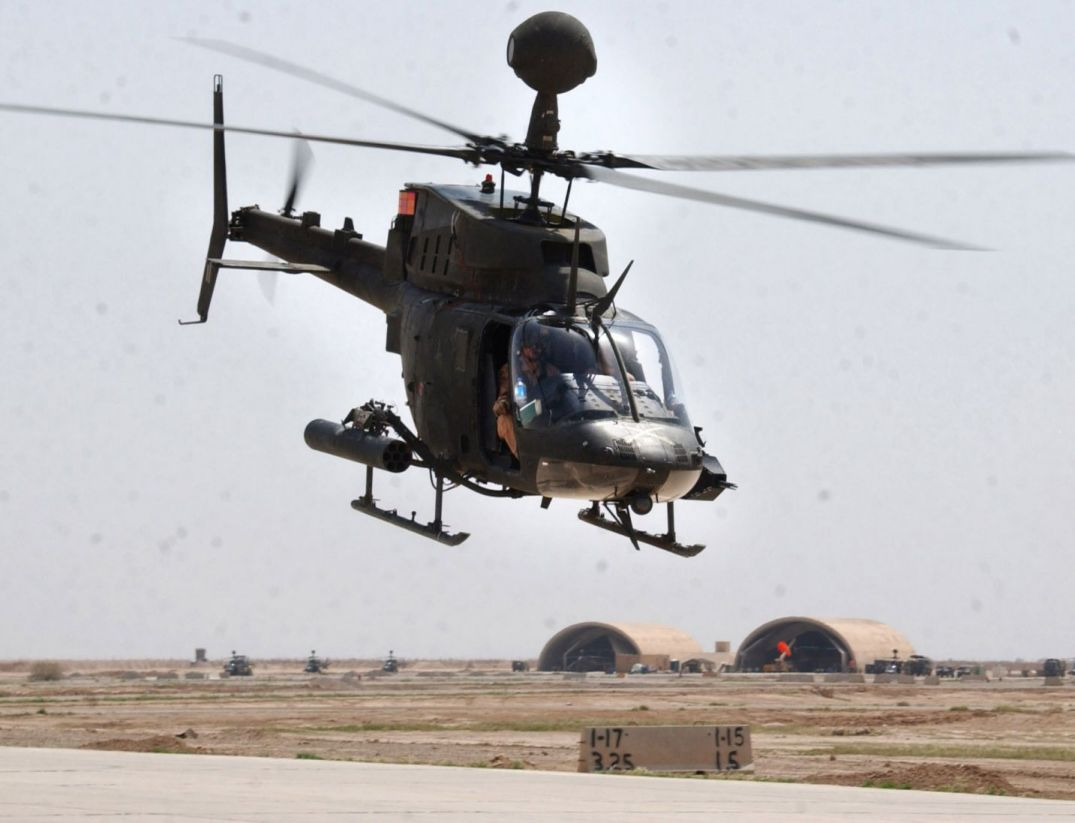
A Bell OH-58 Kiowa
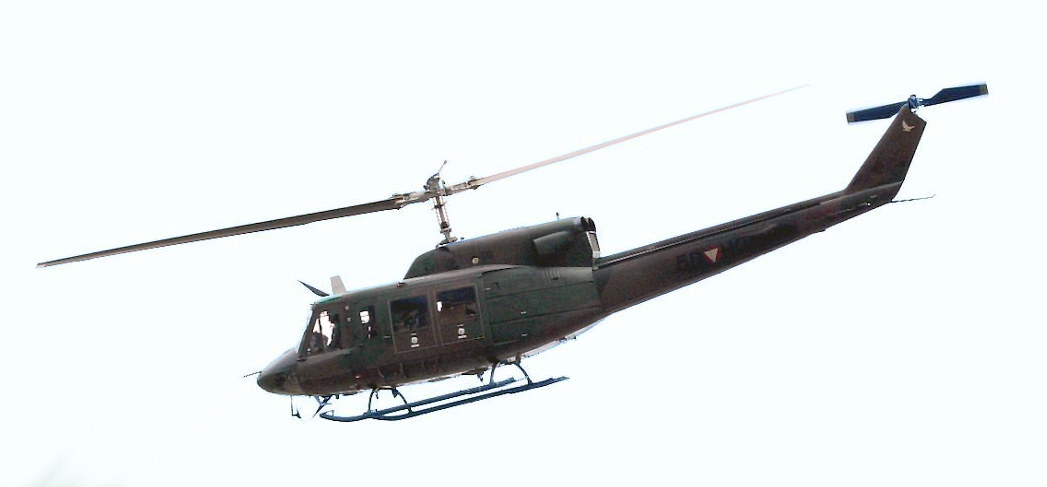
Austrian Bell 212

## الشارة من رتبة في الجيش النمساوي

### الضباط: (Offiziere)
| Insignia         |            |            |              |                    |       |                |        |                    |                    |                    |                        |
| Title            | ضابط متدرب | ملازم ثاني | ملازم أول    | نقيب (رتبة عسكرية) | رائد  | مقدم (رتبة)    | عقيد   | عميد (رتبة عسكرية) | لواء (رتبة عسكرية) | فريق (رتبة عسكرية) | فريق أول (رتبة عسكرية) |
| Ranks in Austria | Fähnrich   | Leutnant   | Oberleutnant | Hauptmann          | Major | Oberstleutnant | Oberst | Brigadier          | Generalmajor       | Generalleutnant    | General                |
| NATO Code        | OF-D       | OF-1       | OF-1         | OF-2               | OF-3  | OF-4           | OF-5   | OF-6               | OF-7               | OF-8               | OF-9                   |
|                  |            |            |              |                    |       |                |        |                    |                    |                    |                        |

### ضباط الصف: (Unteroffiziere)
| Insignia         |              |                        |                          |                       |                         |                     |  |  |  |  |  |
| Title            | رقيب         | رقيب أول (رتبة عسكرية) | رئيس رقباء (رتبة عسكرية) | مساعد (رتبة عسكرية)   | مساعد (رتبة عسكرية)     | مساعد (رتبة عسكرية) |  |  |  |  |  |
| Ranks in Austria | Wachtmeister | Oberwachtmeister       | Stabswachtmeister        | Oberstabswachtmeister | Offiziersstellvertreter | Vizeleutnant        |  |  |  |  |  |
| NATO Code        | OR-5         | OR-6                   | OR-7                     | OR-8                  | OR-9                    | OR-9                |  |  |  |  |  |
|                  |              |                        |                          |                       |                         |                     |  |  |  |  |  |

### المجندين مع رتبة: (Chargen)
| Insignia         |                        |                    |            |  |  |  |  |  |  |  |  |
| Title            | جندي أول (رتبة عسكرية) | عريف (رتبة عسكرية) | عريف أول   |  |  |  |  |  |  |  |  |
| Ranks in Austria | Gefreiter              | Korporal           | Zugsführer |  |  |  |  |  |  |  |  |
| NATO Code        | OR-2                   | OR-3               | OR-4       |  |  |  |  |  |  |  |  |
|                  |                        |                    |            |  |  |  |  |  |  |  |  |

### المجندين بدون رتبة: (Rekrut)
| Insignia        |                    |  |  |  |  |  |  |  |  |  |  |
| Title           | جندي (رتبة عسكرية) |  |  |  |  |  |  |  |  |  |  |
| Rank in Austria | Rekrut             |  |  |  |  |  |  |  |  |  |  |
| NATO Code       | OR-1               |  |  |  |  |  |  |  |  |  |  |
|                 |                    |  |  |  |  |  |  |  |  |  |  |

## العمليات الدولية
حاليا (أغسطس 10، 2009) هناك ' Bundesheer القوات في كل من :-
- البوسنة والهرسك
  - يوفور (سابقا القوة)
  - 345 أفراد
  - منذ 2 ديسمبر 2004 بموجب الاتحاد الأوروبي القيادة
- هضبة الجولان
  - الأمم المتحدة لمراقبة فض الاشتباك المنطقة (القوة)
  - 379 أفراد
- كوسوفو
  - القوة
  - 429 أفراد

في مارس 2001 قتل ثلاثة عسكريين النمساوي بوصفه جزءا من ايساف.

## التقاليد
بعض من تقاليد الجيش النمساوية الهنغارية القديمة لا تزال تمارس في Bundesheer . على سبيل المثال، فوج الأكثر شهرة في Bundesheer هو «حوش اوند Deutschmeister فوج»، التي تعرف الآن باسم فيينا Jägerbataillon 1 مقرها في «ماريا Theresien Kaserne»، الذي سمى باسم الإمبراطورة ماريا تيريزا من النمسا. أيضا ما يقرب من كل فوج أخرى من Bundesheer يحمل على تقاليد أفواج النمساوية المجرية الشهيرة مثل "Kaiserjäger"، «راينر»، الخ.

## النمساوية قوات العمليات الخاصة

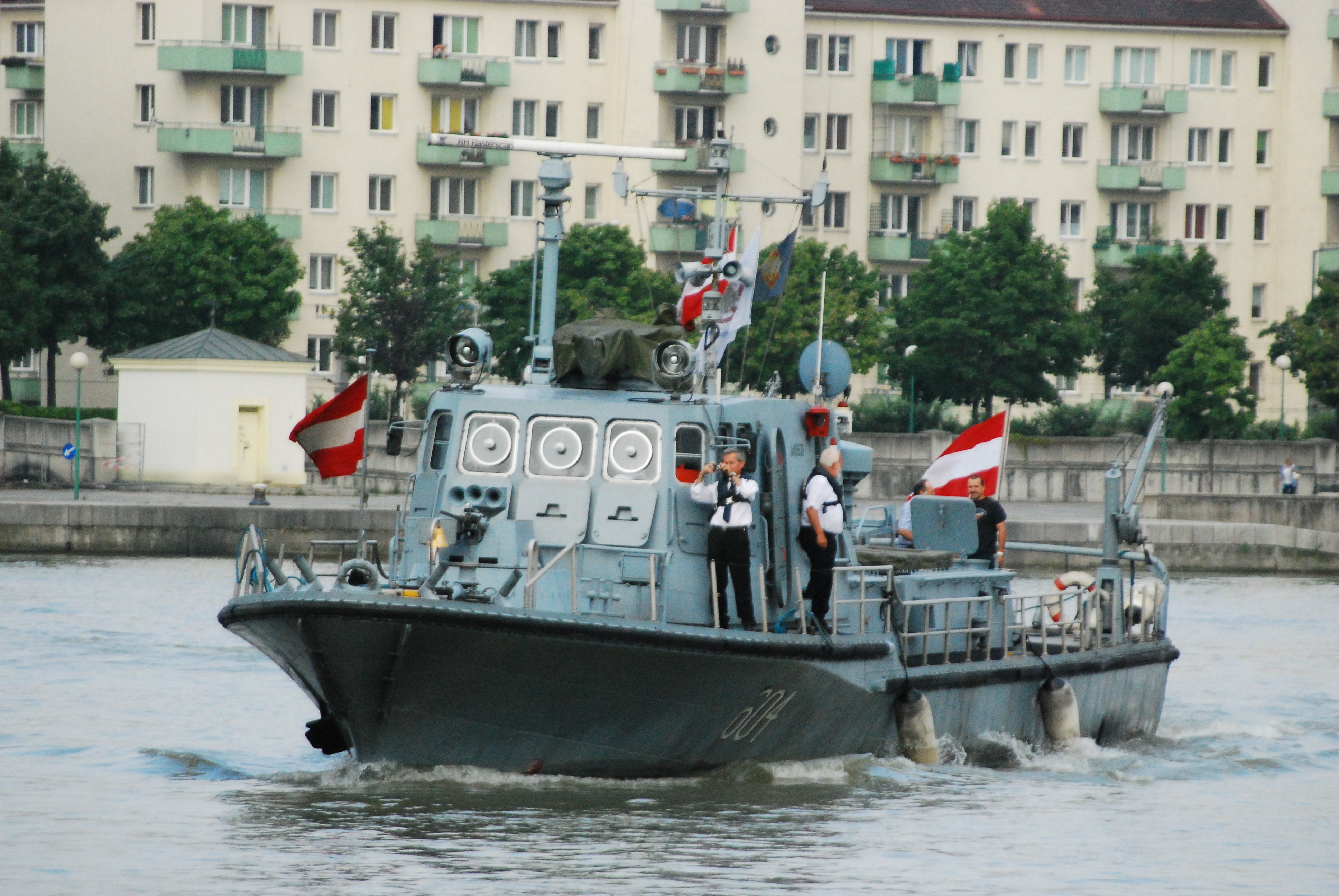
زورق دورية النمساوي السابق على الدانوب النهر

في Jagdkommando ([ليت القيادة الصيد ) هي القوات المسلحة النمساوية' العمليات الخاصة المجموعة. واجبات هذه الوحدة تتطابق مع تلك النخبة من نظيراتها الأجنبية، مثل القوات الخاصة لجيش الولايات المتحدة، ويجري وغيرهم مكافحة الإرهاب ولمكافحة التمرد. Jagdkommando الجنود هم من المهنيين المدربين تدريبا عاليا الذين شامل ودقيق للتدريب تمكنهم من تولي مهام أو حالات عندما تتفوق على قدرات والتخصص وحدات تقليدية.

## سرب البحرية (1958-2006)
في عام 1958 على زورق دورية كلف RPC Oberst بريخت باعتباره البحرية سرب من الجيش إلى دورية نهر الدانوب في حماية حياد البلاد. كلف أيضا أكبر سفينة RPB Niederösterreich 12 عاما في وقت لاحق. يتكون السرب اثنين من ضباط ورجال الثلاثين. أغلقت الشركة التي عملت على بناء السفن في عام 1994. مع [سقوط [الشيوعية]] وعدم القدرة على صيانة وإصلاح السفن، وحلت في سرب في عام 2006.

## وصلات خارجية
- Ministry of Defence (BMLV)
- Overview of the Austrian Armed Forces
- Austrian Army reforms spawn hybrid recce and artillery units
- Austrian military ranks at official homepage